# HFPO-DA
HFPO-DA (auch FRD-903) ist eine chemische Verbindung, die zu den per- und polyfluorierten Alkylverbindungen (PFAS) gehört.

## Verwendung
Im GenX-Prozess kommt das Ammoniumcarboxylatsalz – Ammonium-2,3,3,3-tetrafluor-2-(heptafluorpropoxy)propanoat – welches auch FRD-902 genannt wird, als inerter Prozesshilfsstoff und Substitut der Perfluoroctansäure (PFOA) zum Einsatz. FRD-902 wird ausgehend von Hexafluorpropylenoxid hergestellt.
Laut Angaben der chemischen Industrie handelt es sich bei HFPO-DA um eine von 256 PFAS mit kommerzieller Relevanz aus der OECD-Liste von 4730 PFAS.

## Eigenschaften
HFPO-DA wird in den Lösungsmitteln Dimethylsulfoxid, Aceton und Acetonitril zu Heptafluorpropyl-1,2,2,2-tetrafluorethylether (E-1) decarboxyliert, in Wasser, Methanol, Ethanol, MTBE, Dichlormethan und Sesamöl jedoch nicht.

## Gefahren- und Risikobeurteilung
HFPO-DA ist nicht biologisch abbaubar und wird nicht durch Wasser hydrolysiert. Es wurde in Flusswasser, -sediment und Trinkwasser nachgewiesen.
Das Ammoniumcarboxylatsalz von HFPO-DA, das Substitut für PFOA in der Emulsionspolymerisierung von Fluorpolymeren wie Teflon verwendet wird, wurde ursprünglich für weniger problematisch gehalten. In Labortests an Ratten wurde jedoch gezeigt, dass es viele der gleichen Gesundheitsprobleme verursacht wie PFOA.
2019 wurde HFPO-DA, seine Salze und Halide in die Liste der für eine Zulassung in Frage kommenden besonders besorgniserregenden Stoffe aufgenommen:
| Name                                                          | EG-Nr.    | CAS-Nr.    | Wikidata   |
| ------------------------------------------------------------- | --------- | ---------- | ---------- |
| 2,3,3,3-Tetrafluor-2-(heptafluorpropoxy)propansäure (Racemat) | 236-236-8 | 13252-13-6 | Q29387971  |
| (+)-2,3,3,3-Tetrafluor-2-(heptafluorpropoxy)propansäure       | –         | 75579-39-4 | Q116486902 |
| (−)-2,3,3,3-Tetrafluor-2-(heptafluorpropoxy)propansäure       | –         | 75579-40-7 | Q116532988 |
| Ammonium-2,3,3,3-tetrafluor-2-(heptafluorpropoxy)propanoat    | –         | 62037-80-3 | Q29388239  |
| Kalium-2,3,3,3-tetrafluor-2-(heptafluorpropoxy)propanoat      | 266-578-3 | 67118-55-2 | Q81987850  |
| 2,3,3,3-Tetrafluor-2-(heptafluorpropoxy)propionylfluorid      | 218-173-8 | 2062-98-8  | Q72500638  |

Die Chemikalie ist Thema eines Dokumentarfilms – GenX: a Chemical Cocktail.